# BAE Systems Tempest
El BAE Systems Tempest (Tempestad en español) es un avión de combate a reacción de sexta generación que se está desarrollando en el Reino Unido para la Real Fuerza Aérea (RAF). El avión está destinado a entrar en servicio a partir de 2035, reemplazando gradualmente al Eurofighter Typhoon. Está siendo desarrollado como parte de un programa llamado Global Combat Air Programme (GCAP) por un consorcio conocido como "Team Tempest", que incluye al Ministerio de Defensa Británico, BAE Systems, Rolls-Royce, Leonardo S.p.A. y MBDA UK. El gobierno británico planea gastar 2 mil millones de libras esterlinas para la fase inicial del proyecto hasta 2025.
Tanto Italia como Suecia firmaron un Memorando de Entendimiento en 2020 comprometiéndose a explorar la colaboración en el programa GCAP. El Reino Unido y Japón anunciaron que están trabajando juntos en el desarrollo conjunto de motores y radares de demostración. A esto le siguió un anuncio en diciembre de 2022 del Programa Global Combat Air (GCAP); una colaboración entre Italia, Japón y el Reino Unido para un avión de combate de sexta generación.

## Desarrollo
El desarrollo del Tempest comenzó en 2015.
El 16 de julio de 2018, el Ministerio de Defensa del Reino Unido (MoD) publicó su estrategia aérea de combate. Los elementos clave de esto son:
- Continuar el desarrollo del Eurofighter Typhoon.
- Implementar la Iniciativa de Tecnología del Sistema Aéreo de Combate Futuro que fue establecida por la Revisión de Seguridad y Defensa Estratégica de 2015 .
- Estudio de programas de sustitución de Typhoons.
- "Construir o establecer nuevas asociaciones [internacionales] para cumplir con los requisitos futuros".
- Centrarse en la asequibilidad.
- El documento describe el aire de combate como "Una aeronave, tripulada o no tripulada, cuya función principal es realizar operaciones de combate aire-aire y/o aire-superficie en un entorno hostil y/o disputado, mientras tiene la capacidad de realizar tareas de vigilancia, reconocimiento, guerra electrónica y mando y control”.[7] El mismo día, el programa Tempest se presentó en el Salón Aeronáutico de Farnborough como parte de la Estrategia Aérea de Combate para mantener las capacidades de desarrollo de aviones de combate del Reino Unido.[8]

El Tempest será un avión de combate de sexta generación que incorporará varias tecnologías nuevas, incluida la IA de aprendizaje profundo, la capacidad de volar sin tripulación, drones enjambre, armas de energía dirigida, cabina virtual en el casco y armas hipersónicas. Se asignaron 2 mil millones de £ hasta 2025. Fue desarrollado por un grupo llamado "Team Tempest", formado por BAE Systems, líder del proyecto e integrador de sistemas; Rolls-Royce, trabajando en potencia y propulsión; Leonardo S.p.A, trabajando en sensores, electrónica y aviónica; MBDA, trabajando en armas; y la Oficina de Capacidades Rápidas de la Royal Air Force (RAF). Se anticipa que el vuelo inaugural ocurrirá en 2025 antes de la entrada en servicio en 2035. Tempest reemplazará al Eurofighter Typhoon en el servicio RAF. El caza Hawker Tempest de la Segunda Guerra Mundial de la RAF también sucedió a un caza llamado Typhoon (Hawker Typhoon). Parte de la tecnología desarrollada para Tempest se implementará en los cazas Typhoon.
En 2018 se informó que el Ministerio de Defensa estaba en conversaciones con funcionarios de Suecia sobre un avión de combate común. El 8 de febrero de 2019, se informó que el Ministerio de Defensa y BAE Systems planeaban acercarse al Ministerio de Defensa y la Fuerza Aérea de la India con respecto a la colaboración para el diseño y la fabricación del Tempest.
En julio de 2019, Team Tempest reveló que planeaba usar un Boeing 757 como banco de pruebas para la tecnología desarrollada para Tempest. El avión, llamado Excalibur , será el único banco de pruebas de caza furtivo fuera de los Estados Unidos.

### Participación internacional
El 19 de julio de 2019, Suecia y el Reino Unido firmaron un memorando de entendimiento (MoU) para explorar formas de desarrollar conjuntamente tecnologías de combate aéreo de sexta generación. La televisión de servicio público sueca SVT informó que Suecia ahora es parte del proyecto Tempest, sin embargo , Jane's Defense Weekly aclaró más tarde que Suecia no era formalmente parte del proyecto Tempest, sino que está cooperando en el proyecto más amplio. Estrategia aérea de combate. Se esperaba una decisión sobre el compromiso total con Tempest por parte de Suecia para el tercer trimestre de 2020.
Italia anunció su participación en Team Tempest el 10 de septiembre de 2019. La declaración de intenciones fue firmada entre los organismos participantes del Reino Unido y las empresas participantes italianas (Leonardo Italia, Elettronica, Avio Aero y MBDA Italia).
En el Farnborough Airshow virtual en julio de 2020, el secretario de Defensa, Ben Wallace , anunció que siete nuevas empresas se unirían al consorcio Team Tempest: GEUK, GKN, Collins Aerospace, Martin Baker, QinetiQ, Bombardier en Belfast (ahora Spirit Aerosystems) y Thales UK, junto con Universidades y pymes del Reino Unido. Las empresas desarrollarán más de 60 prototipos tecnológicos y actividades de demostración. Para julio de 2020, habían comenzado las discusiones trilaterales de la industria entre el Reino Unido, Suecia e Italia; También se anunció una inversión inicial de 50 millones de libras esterlinas en el proyecto por parte de Saab y la apertura de un centro de Future Combat Air Systems en el Reino Unido. Sin embargo, Saab no se comprometió explícitamente con Tempest.
La participación de Italia y Suecia se confirmó con la firma de un memorando de entendimiento trilateral con el Reino Unido, denominado Cooperación del Sistema Aéreo de Combate Futuro (FCASC), el 21 de diciembre de 2020, "que define los principios generales para la cooperación en igualdad de condiciones entre los tres países".
El 29 de julio de 2021, el proyecto pasó a la fase de concepto y evaluación, y BAE Systems recibió un contrato de 250 millones de libras esterlinas para avanzar en el diseño. En agosto de 2021, Italia anunció su intención de invertir 2000 millones de euros para 2035, comenzando con una contribución de 20 millones de euros en 2021, seguida de la misma cantidad en 2022 y 2023. En el presupuesto de defensa italiano de julio de 2022, el desarrollo del luchador se aceleró con Italia ahora presupuestando un gasto de 220 millones de euros en 2022 y 345 millones de euros en 2023, con una inversión total prevista de 3.800 millones de euros para 2036.
El 22 de diciembre de 2021, se anunció que el Reino Unido y Japón desarrollarían conjuntamente un banco de pruebas de motores, y el Reino Unido contribuiría inicialmente con 30 millones de libras esterlinas para el diseño, seguido de 200 millones de libras esterlinas para la producción del banco de pruebas. El 15 de febrero de 2022, el Reino Unido y Japón también acordaron el desarrollo conjunto de un demostrador de radar de combate de próxima generación denominado JAGUAR (sensor RF avanzado universal de Japón y Gran Bretaña), dirigido por Leonardo UK y Mitsubishi Electric.
El 18 de julio de 2022, el Reino Unido anunció que volaría un avión de demostración por primera vez "en los próximos cinco años". Según el comunicado de prensa del MOD, el desarrollo del demostrador ya está en marcha en las instalaciones de BAE Systems en Preston, Inglaterra, y ya se ha volado en simuladores.
Las discusiones para combinar esfuerzos en Tempest con el propio proyecto de caza Mitsubishi FX de Japón como un medio para reducir los costos de desarrollo comenzaron ya en 2017.  La decisión final se tomó a fines de 2022 para fusionar el desarrollo y el despliegue. de un avión de combate común bajo un proyecto llamado "Programa Aéreo de Combate Global" (GCAP) con desarrollo compartido con Italia.

#### GCAP
El Programa Aéreo de Combate Global (Global Combat Air Programme, GCAP) es una iniciativa multinacional liderada por el Reino Unido, Japón e Italia para desarrollar un caza furtivo de sexta generación. El programa tiene como objetivo reemplazar el Eurofighter Typhoon y el avión Mitsubishi F-2 actualmente en servicio con la Royal Air Force, la Fuerza Aérea Italiana y la Fuerza Aérea de Autodefensa de Japón. El 9 de diciembre de 2022, los gobiernos de Japón, el Reino Unido e Italia anunciaron conjuntamente que desarrollarían y desplegarían un avión de combate común, fusionando sus proyectos de sexta generación previamente separados; BAE Systems Tempest, liderada por el Reino Unido , y la japonesa Mitsubishi F-X.
Alrededor de 2024, se aclarará el desarrollo detallado y los costos compartidos para cada empresa, y la producción comenzará alrededor de 2030, y el primer avión se desplegará en 2035.

## Diseño
Una maqueta del Tempest en la feria DSEI de 2019
Tempest será modular, tanto para adaptarse fácilmente a funciones para adaptarse a la misión particular como para tener componentes fácilmente actualizables durante su vida útil. Tiene alas delta y un par de estabilizadores verticales que apuntan hacia afuera.  Incorporará tecnología sigilosa , podrá volar sin tripulación y usará tecnología de enjambre para controlar drones. Incorporará aprendizaje profundo de inteligencia artificial y llevará armas de energía dirigida. La aeronave tendrá una capacidad de compromiso cooperativoque es la capacidad de compartir datos y mensajes con otras aeronaves y coordinar acciones.  Tempest contará con una cabina virtual que se muestra en la pantalla montada en el casco de un piloto [39] usando una unidad Striker II, y un motor de ciclo adaptativo que utiliza materiales compuestos y un proceso de fabricación mejorado para ser liviano y tener mejor gestión térmica manteniendo los costos bajos.
Leonardo ha propuesto un receptor de advertencia de radar que es cuatro veces más preciso a 1/10 del tamaño de las unidades actuales.
El avión tiene una sección trasera del fuselaje ligeramente elevada, para acomodar conductos en "forma de S" detrás de las entradas de aire de su bimotor, para reducir su sección transversal de radar frontal. Sus dos motores están colocados en el interior del fuselaje para minimizar las señales de radar e infrarrojos. Its two engines are placed deep inside the fuselage to minimise radar and infrared signatures.
Los dos generadores de la aeronave pueden proporcionar 10 veces más energía eléctrica que los del Typhoon. Uno de los generadores sirve como arranque eléctrico, eliminando la necesidad de un sistema de arranque mecánico o de aire comprimido para el motor.
El casco del piloto monitoreará las señales cerebrales y otros datos médicos, acumulando una base de datos de información biométrica y psicométrica única para cada piloto, que crecerá cuanto más vuele el piloto. La IA de la aeronave trabajará en conjunto con la base de datos para ayudar al piloto, por ejemplo, asumiendo los controles de vuelo si el piloto se desmaya debido a la fuerza g.o aumentar su propia carga de trabajo cuando el piloto está abrumado o bajo mayor estrés, por ejemplo, hacerse cargo de la guía terminal después del despliegue del arma si la atención del piloto se centra en una amenaza más inminente para la aeronave. La IA también está destinada a actuar como un guardián que analizará la abrumadora cantidad de datos de sensores e inteligencia recopilados por la aeronave para identificar amenazas clave, mientras que se proporciona al piloto una aceleración de la tasa de datos procesados para evitar que se sobrecargue.